# پناهگاه صخره‌ای چین زال
پناهگاه صخره‌ای چین زال مربوط به هزاره ۴ و ۳ قبل از میلاد است و در استان لرستان، شهرستان پلدختر، بخش مرکزی، دهستان جلوگیر، روستای چین زال واقع شده و این اثر در تاریخ ۱۵ دی ۱۳۸۷ با شمارهٔ ثبت ۲۴۲۸۷ به‌عنوان یکی از آثار ملی ایران به ثبت رسیده است.